# 約里特·亨德里克斯
約里特·彼得鲁斯·卡罗利纳·亨德里克斯（荷蘭語：Jorrit Petrus Carolina Hendrix；1995年2月6日—）是一位荷蘭足球運動員。在場上司職防守型中場。他在2013年8月3日首次在荷甲比賽中出場。

## 國家隊生涯
2016年8月，亨德里克斯曾被召入荷兰国家队，以準備出戰希腊和瑞典。